# HBL All-Star Game 2004
Das HBL All-Star Game 2004 fand am 25. Mai 2004 in der Volkswagen-Halle in Braunschweig vor 7.000 Zuschauern statt. Es war die fünfte Auflage dieses Events.
Die Nord/Ost-Auswahl der Handball-Bundesliga trennte sich von der Süd/West-Auswahl der Liga mit 42:42 (23:24) erstmals unentschieden.

## Nord/Ost
| Nr.         | Name                | Verein                 |          |          |          |          |          |          |
| Torhüter    | Torhüter            | Torhüter               | Torhüter | Torhüter | Torhüter | Torhüter | Torhüter | Torhüter |
| ----------- | ------------------- | ---------------------- | -------- | -------- | -------- | -------- | -------- | -------- |
| 1           | Henning Fritz       | THW Kiel               |          |          |          |          |          |          |
| 1           | Johannes Bitter     | SC Magdeburg           |          |          |          |          |          |          |
| Feldspieler |                     |                        |          |          |          |          |          |          |
| 4           | Daniel Stephan      | TBV Lemgo              |          |          |          |          |          |          |
| 5           | Torsten Jansen      | HSV Hamburg            |          |          |          |          |          |          |
| 5           | Dmitri Kuselew      | GWD Minden             |          |          |          |          |          |          |
| 8           | Christian Schwarzer | TBV Lemgo              |          |          |          |          |          |          |
| 13          | Markus Baur         | TBV Lemgo              |          |          |          |          |          |          |
| 14          | Christian Zeitz     | THW Kiel               |          |          |          |          |          |          |
| 15          | Florian Kehrmann    | TBV Lemgo              |          |          |          |          |          |          |
| 19          | Søren Stryger       | SG Flensburg-Handewitt |          |          |          |          |          |          |
| 21          | Lars Krogh Jeppesen | SG Flensburg-Handewitt |          |          |          |          |          |          |
| 23          | Pascal Hens         | HSV Hamburg            |          |          |          |          |          |          |
| Trainer     |                     |                        |          |          |          |          |          |          |
|             |                     |                        |          |          |          |          |          |          |

## Süd/West
| Nr.         | Name                | Verein               |          |          |          |          |          |          |
| Torhüter    | Torhüter            | Torhüter             | Torhüter | Torhüter | Torhüter | Torhüter | Torhüter | Torhüter |
| ----------- | ------------------- | -------------------- | -------- | -------- | -------- | -------- | -------- | -------- |
| 1           | Carsten Lichtlein   | TV Großwallstadt     |          |          |          |          |          |          |
| 1           | Axel Geerken        | HSG D/M Wetzlar      |          |          |          |          |          |          |
| Feldspieler |                     |                      |          |          |          |          |          |          |
| 3           | Frank von Behren    | VfL Gummersbach      |          |          |          |          |          |          |
| 4           | Karsten Wöhler      | ThSV Eisenach        |          |          |          |          |          |          |
| 4           | Andreas Rastner     | SG Wallau/Massenheim |          |          |          |          |          |          |
| 4           | Mark Dragunski      | TUSEM Essen          |          |          |          |          |          |          |
| 4           | Jan-Olaf Immel      | SG Wallau/Massenheim |          |          |          |          |          |          |
| 5           | Dragoș Oprea        | Frisch Auf Göppingen |          |          |          |          |          |          |
| 8           | Bruno Souza         | Frisch Auf Göppingen |          |          |          |          |          |          |
| 10          | Björn Monnberg      | HSG D/M Wetzlar      |          |          |          |          |          |          |
| 13          | Heiko Grimm         | TV Großwallstadt     |          |          |          |          |          |          |
| 14          | Mark Schmetz        | TUSEM Essen          |          |          |          |          |          |          |
| 27          | Jan Henrik Behrends | SG Wallau/Massenheim |          |          |          |          |          |          |
| Trainer     |                     |                      |          |          |          |          |          |          |
|             |                     |                      |          |          |          |          |          |          |

## Statistik
Nord/Ost – Süd/West 42:42 (23:24)
Nord/Ost: Søren Stryger 7
Süd/West: Bruno Souza 8
Schiedsrichter: Frank Lemme/Bernd Ullrich (Magdeburg)
Zuschauer: 7.000

## Auszeichnungen
| Spieler der Saison                           | Trainer                                       | Rookie | Lebenswerk/Karriereleistung Handball | Schiedsrichter                          |
| -------------------------------------------- | --------------------------------------------- | ------ | ------------------------------------ | --------------------------------------- |
| Lars Krogh Jeppesen (SG Flensburg-Handewitt) | Kent-Harry Andersson (SG Flensburg-Handewitt) | -      | Heinz Jacobsen (THW Kiel)            | Frank Lemme & Bernd Ullrich (Magdeburg) |